# 老人会
老人会（ろうじんかい）ないし老人クラブ、シニアクラブ、敬老会（けいろうかい）とは、地域を基盤とする高齢者団体である。町内会に付随、又は、連携し、高齢者への福祉に取り組んでいる。老人会の起源は、長寿を祝う平安時代の尚歯会、さらには、相互扶助組織、講にまでさかのぼることができる。
日本においては、公益財団法人の全国老人クラブ連合会（略称：全老連）という全国組織が存在している。

## 概要
老人会は、地域に住んでいる高齢者の福祉を目的とした組織で、主に相互扶助の形ではあるが、自治会が地元地方自治体の末端組織として関係しているように、老人会は地方自治体の福祉課などとも連携して、高齢者福祉の活動を行っている。財源は大抵、会費、自治会と地方自治体からの援助に拠っているが、廃品回収の回収資源売却利益（→リサイクル）やバザーなど地域イベントの収益なども財源に充てられる場合もある。また人的には町内会の婦人会などに労働力を求めている。
老人会の活動は、「訪問」「見守り」「居場所づくり」「外出援助」などの友愛活動を柱として、より具体的には、以下のような活動が見られる。
- 地域に住む高齢者状況の調査・把握
- 敬老の日における高齢者の慰問や顕彰・イベントの開催。
- 町内会主催の旅行などイベントの主催と案内
- ゲートボールなど高齢者主体のスポーツや趣味の活動の振興
- 独居老人などへの生活支援・福祉介護サービスの案内
- シルバー人材センターなど高齢者社会参加の促進事業の紹介・斡旋
- 生涯学習活動の主催や案内（文化的趣味の振興といった意味合いを含む）
- 上記情報の提供

また孤独死など高齢者にありがちなトラブルの抑止として相互連絡会として機能したり、また高齢者宅を狙う窃盗・強盗・悪徳商法（悪質リフォーム/リフォーム詐欺・催眠商法・次々商法など）の防犯情報の提供といった活動も見られる。
このほかにも地域の伝統文化や観光資源の保護といった、実質的に社会の利益となる活動を担っている場合もあり、単に高齢者福祉に留まらず、高齢者自身が主体性を持って社会活動する場も提供している。こと趣味の活動の延長で手芸や手工芸によって製作されたものや休耕田などを借り受けるなどして耕作し得られた産品をバザーなどで販売して自活を目指す活動も方々で見出せ、高齢者自らが発案して活動を行っている様子も見られる。
子供会がある地域では、子供会と老人会の交流といったイベントを開催するところもみられ、高齢者の持つ素朴な知恵を地域の子供らに伝えたり、あるいは単に交流の場として地域の高齢者と子供が顔見知りになる場を提供するが、その延長で日常的にも交流してもらおうという活動も見られる。

## 活動
２つに大別される活動として
1．「生活を豊かにする楽しい活動」（趣味的活動）
- 健康づくり、シニア・スポーツ
- 趣味、文化、レクリエーション
- 学習活動、リーダー研修

2．「地域を豊かにする社会活動」（社会奉仕活動）
- 友愛訪問、ボランテイア活動、社会奉仕の日
- 伝承活動、世代交流
- 作業・生産、環境美化・リサイクル
- 提言・提案

活動事例としては、
- 仲間「高齢者の孤立防止」
- 暮らし「高齢者の生活を支える」
- 健康「健康の維持増進を図る」
- 安全「安全･安心の暮らし」
- 世代交流「地域で子供を育てる」
- 伝承「次世代へ伝える」
- 奉仕「地域の環境美化」[2]

## 財源
1．自主財源を主体、補助金対象経費
シニアクラブ活動にかかる経費は会費による自主財源を主体とするが、これらの活動に伴う経費の一部に使うため、申請に基づき補助金を交付することができる。補助金を充当することができるのは、次に該当する活動を行うために必要な費用で、その対象として認められた経費である。
- 単位クラブの運営に関する費用
- 地域での清掃活動等地域貢献活動に関する経費
- スポーツ活動、レクリエーション活動に関する経費
- 文化活動に関する経費
- 健康の維持増進、介護予防等に資する活動に関する軽費

2．補助金対象外
- 他の組織団体等に収める負担金及び分担金
- 慶弔費
- 酒類等を含む飲食費
- 華美な飲食費（酒類を除く飲み物代とお菓子代を合わせて300円を限度とする。）
- その他、シニアクラブ活動に関する軽費として不適当と認められる経費[3]

3．補助金及び活動奨励費
会員数　　　　　　　　補助金　　　　　　　　活動奨励費
30～39人・・・　　　36,000円　　　　　　　　 12,000円
40～49人・・・　　　43,200円　　　　　　　　 13,000円
50～59人・・・　　　54,000円　　　　　　　　 18,000円
60～69人・・・　　　  56,400円　　　　　　　　 21,000円
70～79人・・・　　　67,200円　　　　　　　　 22,000円
80～89人・・・　　　69,600円　　　　　　　　25,000円
90～99人・・・　　　72,000円　　　　　　　　25,000円
100～109人・・　　　75,600円　　　　　　　　30,000円
110人以上・・ 　　　 85,200円　　　　　　　　 32,000円

## 会員数減少と名称問題
- 高齢化が進んでいるにもかかわらず会員数の減少が課題となっている。ピークの1998年3月には全国に約13万4000クラブ（会員数887万人）あったが、2014年3月時点では10万8000クラブ（同627万人）、2022年3月時点では約8万5800クラブ（同438万7000人）と、会員数は500万人を割り込んでいる。価値観の多様化やカルチャーセンターなど加入先の選択肢が増えたことに加え、『老人』という名称に抵抗感を持つ人が増加したとの声もあり、別の名称に変更する会も増えている。NPO法人はちふく・ねっと理事長の小澤邦博は「団塊の世代は『老人』という意識が希薄で老人クラブに加入するという発想がない。趣味や生きがいよりも、防災や1人暮らしの高齢者支援など地域活動を重視した方が入りやすいのでは」と指摘している[5][6][7]。